# Macdunnoughia crassisigna
Macdunnoughia crassisigna là một loài bướm đêm trong họ Noctuidae.